# Pterolophia caffrariae
Pterolophia caffrariae är en skalbaggsart som beskrevs av Stefan von Breuning 1940. Pterolophia caffrariae ingår i släktet Pterolophia och familjen långhorningar.
Artens utbredningsområde är Botswana. Inga underarter finns listade i Catalogue of Life.